# Mohamed Kadhafi
Pour les articles homonymes, voir Kadhafi (homonymie).
Mohamed Mouammar Kadhafi (né en 1970), est un ancien haut fonctionnaire et dirigeant sportif libyen. Il est le fils aîné de Mouammar Kadhafi (1942-2011), seul enfant né du premier mariage de celui-ci avec Fatiha al-Nuri. Comme ses demi-frères Saïf al-Islam, Saadi et Moatassem, il a exercé diverses fonctions au sein de l'appareil d'État de la Jamahiriya arabe libyenne, tout en se montrant plus discret qu'eux sur la scène publique.

## Biographie
Après des études d'ingénierie en Libye, Mohamed Kadhafi obtient en 2006 un PhD en gestion du risque à l'Université de Liverpool,. 
Sous le régime politique de son père, il est le président de l'organisme des télécommunications, qui contrôle la téléphonie mobile, l'accès à Internet et les communications satellites en Libye. Il est, en parallèle, responsable du Comité olympique national libyen et de l'Association méditerranéenne des échecs, et a également organisé des rencontres de football. Dans ce cadre, une rivalité semble l'avoir opposé à son demi-frère Saadi, également impliqué dans le football. En 1996, une rencontre entre les équipes de Mohamed et Saadi Kadhafi - ce dernier acceptant mal la défaite - se serait traduite par un échange de tirs entre leurs gardes du corps respectifs, puis des émeutes entraînant la mort d'une trentaine de personnes.

## Durant la révolution libyenne
Durant la révolution, les rebelles affirment l'avoir brièvement arrêté le 21 août 2011, lors de la prise de Tripoli par ces derniers. Son arrestation a lieu alors qu'il répondait par téléphone aux questions d'Al Jazeera, assurant ne tenir aucun rôle militaire ou sécuritaire dans l'appareil de la Jamahiriya. Il est cependant libéré peu après par une intervention des forces loyalistes. Il prend ensuite la fuite et arrive en Algérie le 29 août, en compagnie d'une partie de la famille du « Guide » libyen, dont sa belle-mère Safia Farkash, sa demi-sœur Aïcha et son demi-frère Hannibal.